# Kamareh-ye Bālā
Kamareh-ye Bālā (persiska: كمره عليا, كمره بالا, Kamareh-ye ‘Olyā) är en ort i Iran.   Den ligger i provinsen Lorestan, i den nordvästra delen av landet, 300 km sydväst om huvudstaden Teheran. Kamareh-ye Bālā ligger 2 057 meter över havet och antalet invånare är 260.
Terrängen runt Kamareh-ye Bālā är kuperad.Runt Kamareh-ye Bālā är det tätbefolkat, med 257 invånare per kvadratkilometer. Närmaste större samhälle är Borujerd, 11,9 km söder om Kamareh-ye Bālā. Trakten runt Kamareh-ye Bālā består i huvudsak av gräsmarker.